# Ронга (народ)
Ронга (шіронга, гіронга; Ronga, XiRonga, ShiRonga, GiRonga) — народ або субетнос у складі тсонга.
Живуть у Мозамбіку — у провінції Мапуту і південніше, на узбережжі. Також проживають у ПАР.
Загальна чисельність людей ронга сягає півмільйона чоловік.
Розмовляють окремою мовою (або діалектом тсонга мови).
Наприкінці XIX століття людей ронга вивчав і записував зразки їхньої мови і фольклору французький етнограф Жюно (Junod).
1. ↑  ScriptSource - Mozambique
2. ↑  ScriptSource - South Africa